# Грузское (Криворожский район)
Грузское (укр. Грузьке) — село,
Грузский сельский совет,
Криворожский район,
Днепропетровская область,
Украина.
Код КОАТУУ — 1221882201. Население по переписи 2001 года составляло 423 человека.
Является административным центром Грузского сельского совета, в который, кроме того, входят сёла
Анастасовка,
Новолозоватка и
Терновка.

## Географическое положение
Село Грузское находится на берегу безымянной пересыхающей реки,
ниже по течению на расстоянии в 1,5 км расположено село Новолозоватка.
Рядом проходит автомобильная дорога Н-23.

## Экономика
- Молочно-товарная и птице-товарная фермы.
- «Новолозоватское», ООО.

## Объекты социальной сферы
- Школа I—II ст.
- Дом культуры.

## Достопримечательности
- Братская могила советских воинов.